# Paracanthonchus sunesoni
Paracanthonchus sunesoni är en rundmaskart som först beskrevs av Allgen 1942.  Paracanthonchus sunesoni ingår i släktet Paracanthonchus och familjen Cyatholaimidae. Inga underarter finns listade i Catalogue of Life.